# Petur Reinert
Petur Reinert (Leirvik, 28 februari 1978) is een Faeröers voormalig voetbalscheidsrechter. Hij was in dienst van FIFA en UEFA tussen 2007 en 2017. Ook leidde hij tot 2023 wedstrijden in de Meistaradeildin.
Op 24 juni 2007 maakte Reinert zijn debuut in Europees verband tijdens een wedstrijd tussen Vėtra Vilnius en Llanelli AFC in de UEFA Intertoto Cup; het eindigde in 3–1 in het voordeel van de Litouwers en de Faeröerse leidsman trok driemaal een gele kaart, waarvan twee voor dezelfde speler. Zijn eerste interland floot hij op 11 februari 2009, toen Liechtenstein met 0–2 verloor van IJsland door doelpunten van Arnór Smárason en Eiður Guðjohnsen. Tijdens deze wedstrijd toonde Reinert aan drie spelers een gele kaart.

## Interlands
| Datum            | Plaats             | Wedstrijd                      | Uitslag | Competitie           | Kreeg geel | Kreeg voor de tweede keer geel en dus rood | Weggestuurd |
| ---------------- | ------------------ | ------------------------------ | ------- | -------------------- | ---------- | ------------------------------------------ | ----------- |
| 11 februari 2009 | Cartagena, Spanje  | Liechtenstein – IJsland        | 0 – 2   | Vriendschappelijk    | 3          | 0                                          | 0           |
| 29 mei 2010      | Reykjavik, IJsland | IJsland – Andorra              | 4 – 0   | Vriendschappelijk    | 1          | 1                                          | 0           |
| 11 oktober 2011  | Chisinau, Moldavië | Moldavië – San Marino          | 4 – 0   | EK 2012 kwalificatie | 1          | 0                                          | 1           |
| 11 oktober 2013  | Vilnius, Litouwen  | Litouwen – Letland             | 2 – 0   | WK 2014 kwalificatie | 3          | 0                                          | 0           |
| 17 november 2015 | Tallinn, Estland   | Estland – Saint Kitts en Nevis | 3 – 0   | Vriendschappelijk    | 1          | 0                                          | 0           |